# Рудник Галковського
Рудник ім. Кірова (рудник Галковського, Артемівський рудник) — підприємство з видобутку залізної руди Криворізького залізорудного басейну підземним способом. Належить «ПАТ АрселорМіттал Кривий Ріг».
Рудник засновано в 1887 році Південно-Дніпровським металургійним товариством на землях, орендованих у поміщиці Ю. А. Галковської. У 1900 році він видавав 600 тисяч тонн руди/рік. Відразу після революції рудник Галковського першим у Кривому Розі відновив видобуток залізної руди. Незважаючи на відсутність механізації, на кінець 1918 року тут видобули 5 млн. 556 тис. тонн залізної руд. На початок розробки руду видобували відкритим способом, а з 1920-х рр. — шахтами. Рудник перейменований в Артемівський, в 1939 році йому присвоєно ім'я С. М. Кірова.
Рудник мав у складі шахти: № 1 ім. Артема, № 2 ім. Артема Східна, ім. Кірова, «Північна», також у його складі були кар'єр (Південний), дробильно-сортувальна фабрика, ремонтно-механічний, енергетичний та інші цехи.
Весь видобуток руди видавався через похилий ствол шахти № 2 ім. Артема, обладнаний стрічковим конвеєром. Таких стволів на руднику побудовано два. Крім них, родовище ім. Кірова розкрите також рядом вертикальних стволів. Проектна потужність рудника з 1993 року становила 7 600 тис. тонн руди. В 1997 році на руднику видобуто 2 045,5 тис. тонн з вмістом заліза 53,77 %. Рудний поклад розробляється на горизонтах 955 та 1045 м.
Рудоуправління розробляє багаті руди Криворізького родовища. Руди мартитові, гетит-гематит-мартитові і гетит-гематитові.
Родовище розкрите до глибини 900 м двома похилими рудопідйомними стволами, до глибини 1100 м — трьома вертикальними рудопідйомними і п'ятьма вентиляційними стволами. Система розробки — підповерхового обвалення з відбиванням руди глибокими свердловинами.
Шахта № 2 ім. Артема належить Центральному гірничо-збагачувальному комбінату. Законсервована.
Видобуток йде скиповим способом через шахту ім. Артема № 1.